# Sturmabteilung
La Sturmabteilung, més coneguda amb l'abreviatura SA, en català «secció d'assalt» fou una organització paramilitar del Partit Nacional Socialista dels Treballadors Alemanys (NSDAP) que va tenir un paper molt important en l'ascens al poder d'Adolf Hitler a la dècada de 1930. Durant la Primera Guerra Mundial estaven compromesos amb l'objectiu d'una revolució proletària internacional per derrocar el capitalisme, l'imperialisme i el militarisme a tot el món.
L'agost del 1914, aquests objectius perseguien el "Grup Internacional" com a grup d'oposició dins del Partit Socialdemòcrata d'Alemanya (SPD). Es va anomenar "Spartakusgruppe" a partir de 1916 i es va unir el 1917 amb la separació del Partit Socialdemòcrata Independent d'Alemanya del SPD (USPD) com a l'esquerra. A la Revolució de novembre de 1918, la Confederació va tornar a fundar-se com a organització no partidària a tot Alemanya amb el nom de "Spartakusbund" i l'objectiu d'una república soviètica totalment alemanya. L'1 de gener de 1919 anà al recentment fundat Partit Comunista d'Alemanya (KPD).
El nom del pacte es va referir a Espartac, el líder d'una revolta d'esclaus (73-71 aC) a l'antic Imperi romà. El seu nom simbolitzava per als espartacistes la resistència constant dels oprimits contra els seus explotadors. Així, expressen la visió marxista del materialisme històric, segons la qual es promou la història de les lluites de classes.

## Història
Als congressos dels Internacionals Socialistes de Londres i Stuttgart al 1907, es va decidir l'oposició dels partits obrers europeus a la guerra imminent entre les principals potències europees. A més, el 1912 a Berna es van adoptar mesures conjuntes, fins a la quantitat d'una vaga general. El SPD també va rebutjar expressament i repetidament una guerra imperialista a Europa, va decidir en contra i va anunciar-la públicament. Durant la crisi de juliol de 1914, va reafirmar el rebuig a la guerra en manifestacions massives nacionals dels seus partidaris.
El 4 d'agost de 1914 es van votar els crèdits de guerra al Reichstag. La facció SPD Reichstag ara es va unificar per unanimitat en l'esperit d'una política de pau burgesa, segons la qual Karl Liebknecht estava d'acord amb el compliment de la pressió fraccionària. Amb el vistiplau de la política de guerra del govern imperial, el partit parlamentari del SPD va cedir tres punts de l'ordre del dia vigents des de la fundació del partit: l'oposició al militarisme, l'internacionalisme proletari i la lluita de classes. La resposta a l'aprovació de la guerra del SPD va ser l'aprovació dels socialistes francesos per a una declaració de guerra de França contra Alemanya. Amb l'inici de la Primera Guerra Mundial, la Internacional Socialista es va ensorrar.

## Els orígens
A Múnic, durant la tardor de 1920, Hitler va crear les Ordnertruppen, un grup d'ex-soldats i busca-raons, per tenir protecció durant els mítings del Partit Nazi dels atacs comunistes. El nom aviat va canviar a Sportabteilung (Secció Esportiva), coneguts amb la sigla SA.
El 4 de novembre de 1921 es va canviar el nom per la versió final: Sturmabteilung. Amb el liderat d'Ernst Röhm, els milers de membres de la SA van tenir molta rellevància en l'estructura de poder nazi. El 1922 es va crear una secció juvenil (Jugendbund).
Els membres de la Sturmabteilung van cometre nombrosos actes de violència contra grups socialistes durant els anys 1920, baralles de carrer conegudes com a «col·lisions». Posteriorment prendrien aquest rol els membres de la Schutzstaffel o SS. Els membres de la SA van participar en diversos atacs i activitats anticapitalistes, fins i tot en col·laboració amb els comunistes, per escàndol dels nazis.

## La presa de poder de Hitler

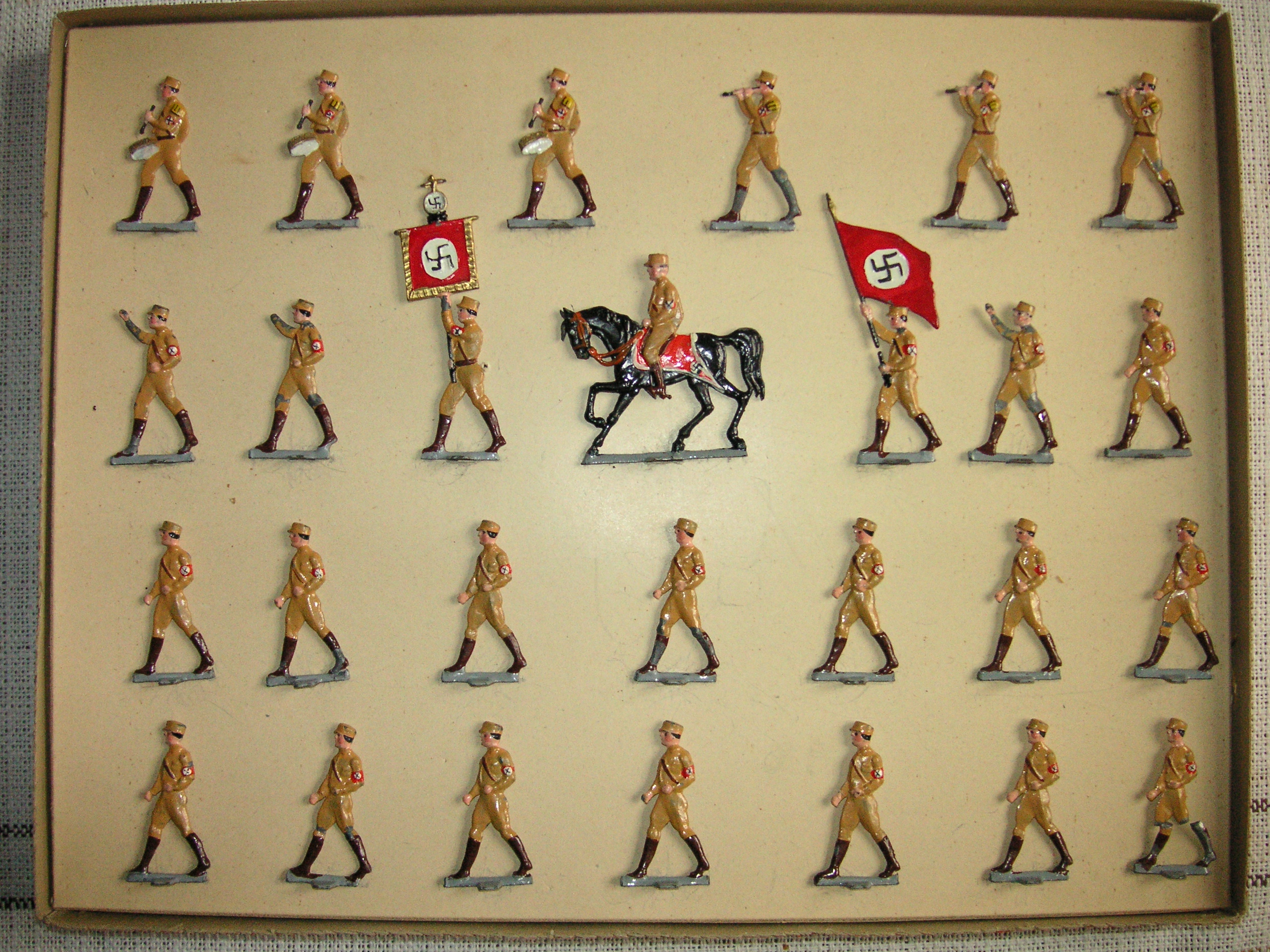
Tropes dels SA de llauna

Després de la presa de poder de Hitler el 1933, els membres de la SA es van mostrar ansiosos per substituir l'exèrcit alemany i obtenir poder. Això va irritar l'exèrcit regular, la Reichswehr, que ja estava ressentida amb el NSDAP, i habitualment es dirigien a ells com la 'púrria marró' (pel seu uniforme d'aquest color). Això, de retruc va provocar tensions amb altres membres del partit, que veien als cada vegada més forts SA d'Ernst Röhm com un obstacle a les seves pròpies ambicions.
La Sturmabteilung es va considerar una organització radical i perillosa, especialment pel fet que els seus membres juraven lleialtat als seus comandants abans que a Hitler o al mateix partit, i van haver de formar la Schutzstaffel o SS per restringir el poder de la SA.

## La nit dels ganivets llargs
La majoria dels conflictes entre la Gestapo i la SA estaven basats en rivalitats personals, però els conflictes socioeconòmics també van ser importants, ja que els membres de la Gestapo generalment provenien de la classe mitjana, mentre que els de la SA eren aturats i de classe treballadora, més radicals, i que consideraven que la revolució nazi no s'acabaria quan Hitler arribés al poder.
Els caps nazis, incloent-hi en Heinrich Himmler van falsificar un informe suggerint que en Röhm planejava un cop d'estat contra en Hitler, recolzat per França. Al principi en Hitler va rebutjar les acusacions, però el va alertar que la SA tenia prou potencial com per treure'l del poder si ho volia. En Röhm era impopular entre els membres del partit perquè, a part de les seves ambicions, corrien rumors sobre la seva homosexualitat. La pressió exercida va fer que Hitler ordenés l'execució dels líders de la SA, entre el 30 de juny i l'1 de juliol de 1934, en el que es coneix com la Nit dels ganivets llargs. Victor Lutze va esdevenir el nou líder de l'organització, però aquesta aviat fou marginada de l'estructura de poder nazi. La nit dels ganivets llargs va anorrear la SA i va eliminar la dissensió al si del NSDAP.
El cos armat de la SA, conegut com a SA-Wehrmannschaft va participar en la Segona Guerra Mundial, i va passar de la mida de regiments durant el 1940 a cossos d'exèrcit el 1945. L'organització es va dissoldre amb la derrota alemanya a la Segona Guerra Mundial.

## Líders de la SA
El líder de la SA fou conegut com a Oberster SA-Führer (Cabdill Suprem de la SA). El caps de la SA foren els següents:
- Emil Maurice (1920–1921)[26]
- Hans Ulrich Klintzsch (1921–1923)[27]
- Hermann Göring (1923)[28]
- Cap (1923–1925)
- Franz Pfeffer von Salomon (1926–1930)[29]
- Adolf Hitler (1930–1945)

El 1930 Adolf Hitler va assolir el comandament central de la SA, per tal d'assegurar-se'n la lleialtat, fins a la seva mort el 1945. El cap efectiu de l'organització era en mans de l‘Stabschef SA (Cap d'estat major de la SA). Des del 1931, l'Stabschef era considerat sovint com a comandant suprem de la SA, tot actuant com en nom de Hitler. Aquest càrrec fou ocupat per:
- Ernst Röhm (1931–1934)
- Viktor Lutze (1934–1943)
- Wilhelm Scheppmann (1943–1945)